# Бернхард VI (Анхалт-Бернбург)
Бернхард VI (на немски: Bernhard VI von Anhalt-Bernburg, † 2 февруари 1468) от род Аскани е княз на княжество Анхалт-Бернбург от 1420 до 1468 г.
Той е първият син на княз Ото III († 1404) и първата му съпруга с неизвестно име. Той е брат на Ото IV († 1 май 1415).
След смъртта на братовчед му Бернхард V през 1420 г. Бернхард VI наследява Анхалт-Бернбург.
Бернхард се жени на 21 октомври 1419 г. за Матилда фон Кверфурт († 1432), дъщеря на Протце фон Кверфурт († 1426) и Агнес фон Глайхен († пр. 1412). Те имат две деца:
- Ото († 1437)
- Матилда († 1443), омъжена за княз Зигисмунд II от Анхалт-Десау († 1452)

През 1432 г. Бернхард се жени втори път за Хедвиг (* ок. 1410, † 14 май 1497 в Бернбург), дъщеря на херцог Ян I от Саган. Бракът е бездетен.
След смъртта му той е наследен от Георг I от Анхалт-Цербст, съпругът на полусестра му Матилда († пр. 1432).